# Isobucaine
Isobucaine là một thuốc gây tê cục bộ.